# Aquilegia ottonis
Aquilegia ottonis ist eine Pflanzenart aus der Gattung der Akeleien (Aquilegia) innerhalb der Familie der Hahnenfußgewächse (Ranunculaceae). Die seltene Art kommt in mehreren Unterarten in den Gebirgen des Balkans und von Süd- bis Mittelitalien vor. Sie wurde benannt zu Ehren des griechischen Königs Otto.

## Merkmale
Aquilegia ottonis ist eine ausdauernde krautige Pflanze mit einem mehrjährigen, verholzenden Wurzelstock. Sie erreicht eine Wuchshöhe von 10 bis 45 Zentimeter. Die grundständigen Laubblätter sind auf der Oberseite grün, unterseits blaugrün gefärbt. Sie sind lang gestielt und einfach bis doppelt gefiedert. Die Teilblättchen sind nahezu ungestielt (subsessil), von abgerundet dreieckig bis verkehrteiförmig mit keilförmiger Basis, ihr Rand gekerbt. Sie können dicht drüsenhaarig bis nahezu kahl sein.
Die großen, nickenden Blüten sind von 18 bis 28 Millimeter lang. Sie sind deutlich zweifarbig: Die kronblattartigen Kelchblätter (oder Perigonblätter) sind himmelblau bis violettblau, die Kronblätter (Nektarblätter) weiß bis blassbläulich, ihr Sporn violettblau. Die Kelchblätter sind im Umriss elliptisch und schwach zugespitzt, die Kronblätter etwa von derselben Länge wie diese oder wenig kürzer, ihr Apex abgerundet bis abgestutzt, der Sporn hakenförmig eingekrümmt. Die Staubblätter sind etwa genauso lang wie die Kronblätter oder wenig länger.
Die für die Gattung typischen vier bis fünf Balgfrüchte erreichen 11 bis 19 Millimeter Länge (ohne den Schnabel gemessen). Sie sind zum Apex hin etwas nach außen gebogen, mit prominent hervortretenden Queradern. Die Samen sind schwarz gefärbt und glänzend.

## Unterarten
Die Art wird in Unterarten gegliedert, die jeweils voneinander getrennte (disjunkte) Teilareale einnehmen.

### Aquilegia ottonissubsp.ottonis
Gekennzeichnet durch mittelgroße Blättchen (Länge etwa 10 bis 25 Millimeter), diese sind zerstreut drüsenhaarig. Der Stängel ist 15 bis 30 Zentimeter hoch und nicht selten verzweigt. Die Kronblätter sind kürzer als die Kelchblätter, ihr Apex abgestutzt, weißlich bis blassblau gefärbt. Zumindest die längsten Staubblätter sind länger als die Kronblätter.
Die Unterart ist verbreitet auf der Peloponnes, im Parnass und auf dem Giona in Griechenland, in Höhen von 1300 bis 1800 Meter. Sie wächst dort in schattigen Schluchten und blüht von Mai bis Ende Juli.
Aquilegia ottonis subsp. ottonis ist außerdem auch für die Gebirge Zentral- und Süditaliens angegeben. Die Artzugehörigkeit der hier vorkommenden Sippen ist aber unklar und umstritten.

### Aquilegia ottonissubsp.amaliae
Gekennzeichnet durch recht große Blättchen (Länge 15 bis 30 Millimeter), diese sind kahl. Der Stängel ist 20 bis 45 Zentimeter hoch und oft verzweigt. Die Kronblätter sind etwas kürzer als die Kelchblätter, ihr Apex abgerundet bis abgestutzt, weiß gefärbt. Die Staubblätter sind etwa gleich lang wie die Kronblätter.
Die Unterart kommt vor auf dem Olymp in Griechenland und, zweifelhaft und ohne neuere Nachweise, den Gebirgen der Balkanhalbinsel in Albanien und dem ehemalige Jugoslawien. Sie wurde (als Aquilegia amaliae im Artrang) benannt zu Ehren von Amalie von Oldenburg, der Ehefrau des ersten griechischen Königs Otto, nach dem die Art benannt ist.

### Aquilegia ottonissubsp.taygetea
Gekennzeichnet durch oft nur einfach gefiederte Blätter mit kleinen Blättchen (Länge 8 bis 15 Millimeter), diese sind dicht drüsenhaarig und zusätzlich flaumig behaart. Der Stängel ist 10 bis 20 Zentimeter hoch und unverzweigt. Die Kronblätter sind etwa genauso lang wie die Kelchblätter und cremeweiß gefärbt, ihr Apex abgerundet.
Die seltene Unterart ist Endemit des Taygetos-Gebirges auf der Peloponnes in Griechenland. Sie wächst in 1800 bis 2250 Meter Höhe in feuchten, halbschattigen Schluchten, meist an der Basis steiler Felswände, auf Kalkgestein. Sie blüht im Juni und Juli.
Die Unterart wurde 1868 entdeckt und dann nach 1872 nicht mehr wiedergefunden, so dass ihr Aussterben befürchtet wurde. 2014 wurde sie, nach 142 Jahren, am Taygetos wiederentdeckt.

### Aquilegia ottonissubsp.speluncuarum
Ähnlich der Unterart ottonis, aber mit nur wenig gekrümmtem, nicht hakenförmigem Sporn und etwas größeren Blättchen. Die Blüten können auch einfarbig blau sein. Der Stängel ist 30 bis 40 Zentimeter hoch.
Die Unterart ist Endemit der Monti Picentini m kampanischen Apennin in Süditalien. Sie wächst an feuchten, schattigen Kalkfelsen in etwa 1450 Meter Höhe.
Ein Synonym ist Aquilegia champagnatii Moraldo et al. Viele Botaniker halten dies nach wie vor für den gültigen Namen.

## Phylogenie
Die Art wurde erstbeschrieben durch Theodoros Georgios Orphanides im Jahr 1854 veröffentlichten ersten Band der zweiten Serie der Diagnoses Plantarum Orientalium novarum, herausgegeben von Edmond Boissier.
Sie gehört zu einem Komplex nahe verwandter europäischer Gebirgsarten, morphologisch als Aquilegia olympica-Gruppe gefasst. Deren Gliederung ist taxonomisch problematisch. Die sehr nahe verwandten Arten sind bisher nicht anhand genetischer Marker differenzierbar. Vermutlich haben sie sich erst vor kurzer Zeit aus einer gemeinsamen Stammsippe differenziert.

## Naturschutz
Die Art ist geschützt nach der Berner Konvention (Übereinkommen über die Erhaltung der europäischen wildlebenden Pflanzen und Tiere und ihrer natürlichen Lebensräume). Die Unterart taygetea ist gemäß Anlage 1 zur Bundesartenschutzverordnung in Deutschland streng geschützt.